# ANN 夜のワイドニュース
『ANN夜のワイドニュース』（エイエヌエヌよるのワイドニュース）は、NET（日本教育テレビ、現・テレビ朝日）系列で毎週月曜 - 金曜 23:30 - 23:55（JST）に放送されていた報道番組である。製作局のNETテレビでは1967年7月17日から1971年3月12日まで放送。

## 概要
当時のNETテレビのみならず、日本の民放テレビにおける、夜の最終版ワイドニュース番組の先駆けにあたる。ニュースキャスターは、当初は秦豊と大西裕が交代で担当していたが、後に秦豊と荒井正大のコンビになった。秦は毎回番組の冒頭で「こんばんは!!秦豊でございます」と挨拶していた。
この番組は、キャスターが単にニュースを伝えるだけでなく、そのニュースにある背景について解説したり、キャスター個人の意見を述べたり、当事者や専門家をゲスト解説者に迎えて座談したりと、今日の日本のワイドニュース番組の基礎を築いたと言ってもよいものであった。
番組開始から1969年まではまだニュースネットワークが完成していなかったため、製作局のNETテレビは『NET夜のワイドニュース』というタイトルで放送し、それ以外のネット局はタイトルを差し替えて放送していた（詳細はネット局の節参照）。1970年にANNが発足するのに合わせて『ANN夜のワイドニュース』と改題し、以後はネット局も差し替え無しで放送できるようになった。
その後、1971年4月5日に『23時ショー』がスタートし、最終版ニュースの枠が10分に短縮されることになったため、番組はそれに先駆けて終了した。番組の終了後、同時間帯はしばらくの間『大相撲ダイジェスト』などの番組で繋いでいた。
TBSが本番組の成功に触発される形で、1969年3月31日に『JNNニュースデスク』をスタートさせるなど、他局の番組編成にも少なからず影響を残した。

## キャスター
- 秦豊 - 番組開始から終了まで出演。
- 大西裕 - 番組開始から数か月間[いつ?]出演。秦と交代で担当。
- 荒井正大 - 1968年頃から出演。

## ネット局
この番組をネットしていたのはANNフルネット局が大半で、クロスネット局は少数にとどまった。当初は、ネット局の殆どがタイトルを『（ネット局の略称）夜のワイドニュース』と差し替えて放送していた。
- NETテレビ（現・テレビ朝日、幹事局） - 1969年までは『NET夜のワイドニュース』と題して放送。
- 北海道テレビ - 1968年11月3日の開局時から放送。1969年までは『HTB夜のワイドニュース』と題して放送していた。
- 中京テレビ - 1969年4月1日の開局時から放送。『CTV夜のワイドニュース』と題して放送していた。当時はANN系列で、ニュースは昼と夕方の『CTVニュース』[1]を除きANN主体だった（NNN（日本テレビ系列のニュースネットワーク部門）はその当時中京テレビではなく名古屋放送（愛称・名古屋テレビ、現社名・名古屋テレビ放送、現愛称・メ〜テレ）が加盟していたが、こちらはANNとのクロスネット局[2]だったものの、当該時間帯は当初から『11PM』をネットしていた）。
- 毎日放送 - 当時は腸捻転解消前でANN系列局だった。1970年4月までは『毎日新聞夜のワイドニュース』と題して放送。1970年にANNが発足してからも『毎日新聞〜』のままで放送し続けていたのは、ANNのAをアサヒ（＝朝日新聞）のAと勘違いしていたことによる。
- 岡山放送 - 1969年4月1日の開局時から放送。開局年のみ『OHK夜のワイドニュース』と題して放送していた。当時はFNN（フジテレビ系列）とのクロスネット局で、『FNNニュース最終版』もネットしていた（『テレビナイトショー』はネットせず）。また、当時の放送対象地域は岡山県のみだった。1970年3月で打ち切り、『テレビナイトショー』の同時ネットに切り替えた。
- 瀬戸内海放送 - 1969年4月1日の開局時から放送。開局年のみ『KSB夜のワイドニュース』と題して放送していた。なお、当時同局の放送対象地域は香川県のみだった。
- 広島ホームテレビ - 1970年12月1日の開局時から放送。開局時から『ANN夜のワイドニュース』のタイトルを使用していたのはここのみである。
- 九州朝日放送 - 1969年までは『KBC夜のワイドニュース』と題して放送。

## 関連番組
- ANNニュース
- ANNニュースファイナル
- ニュースステーション
- 報道ステーション